# エリザベス・オルセン
エリザベス・チェイス・“リジー”・オルセン（Elizabeth Chase "Lizzie" Olsen, 1989年2月16日 - ）は、アメリカ合衆国の女優。
ファッションデザイナーのアシュレー・オルセンとメアリー＝ケイト・オルセンは実姉である。愛称は「リジー」。

## 来歴
カリフォルニア州ロサンゼルスで不動産業者のノルウェー系の父親と元ダンサーでフランス、ドイツ、イタリア系の母親の間に生まれる。子供時代から姉のアシュレーとメアリー＝ケイトの作品に出演し、1993年にビデオ作品『Our First Video』でデビュー。姉たちが出演していた『フルハウス』の撮影現場にもよく訪れていた。
子役としては活動を続けることなく学業に専念し、キャンベル・ホール・スクールを2007年に卒業後、ティッシュ・スクール・オブ・ジ・アーツとアトランティック・シアター・カンパニーに通っていた（2013年3月卒業）。
2011年、サンダンス映画祭で上映されたインデペンデント映画『サイレント・ハウス』と『マーサ、あるいはマーシー・メイ』で劇場映画デビューし、後者の作品で30の賞にノミネートされ、その内第37回ロサンゼルス映画批評家協会賞新人賞をはじめとする10の賞を受賞。
2014年、『GODZILLA ゴジラ』に出演。同年の『キャプテン・アメリカ/ウィンター・ソルジャー』へのカメオ出演を経て、『アベンジャーズ/エイジ・オブ・ウルトロン』（2015年）より「マーベル・シネマティック・ユニバース（MCU）」にワンダ・マキシモフ / スカーレット・ウィッチ役として参加している。

## 人物
姉の手掛けるファッションブランド「エリザベス&ジェームズ」は、オルセンが由来になっている。
2012年から俳優のボイド・ホルブルックと交際し、婚約もしていたが、2015年に婚約を解消。
「身内贔屓」と言われることを嫌っており、「姉たちのおかげで仕事を得たことはない」と主張している。
Twitter等のSNSを利用しないことで知られていた。しかし、2016年5月にInstagramを開設し、2019年5月時点で440万人のフォロワーがいた。2020年に元共演者のチャドウィック・ボーズマンが逝去した際、「追悼コメントを出さなかった」という理不尽な理由から炎上。誹謗中傷的なコメントが殺到してしまった。その後アカウントは突如削除されたが、上記の出来事がきっかけであるかは不明である。

## フィルモグラフィ

### 映画
| 年   | 題名                                                                                            | 役名                                        | 備考                               | 吹替               |
| ---- | ----------------------------------------------------------------------------------------------- | ------------------------------------------- | ---------------------------------- | ------------------ |
| 1993 | Our First Video                                                                                 | 本人役                                      | オリジナルビデオ                   | N/A                |
| 1994 | The Adventures of Mary-Kate and Ashley: The Case of Thorn Mansion                               | 本人役                                      | オリジナルビデオ                   | N/A                |
| 1994 | How the West Was Fun                                                                            | 車の中の少女                                | テレビ映画                         | N/A                |
| 1995 | The Adventures of Mary-Kate and Ashley: The Case of the Christmas Caper                         | 本人役                                      | オリジナルビデオ                   | N/A                |
| 1995 | The Adventures of Mary-Kate and Ashley: The Case of the Mystery Cruise                          | 本人役                                      | オリジナルビデオ                   | N/A                |
| 1996 | The Adventures of Mary-Kate and Ashley: The Case of the U.S. Space Camp Mission                 | 本人役                                      | オリジナルビデオ                   | N/A                |
| 2011 | マーサ、あるいはマーシー・メイ Martha Marcy May Marlene                                         | マーサ                                      |                                    | 木下紗華           |
| 2011 | サイレント・ハウス Silent House                                                                 | サラ                                        | （吹き替え版なし）                 |                    |
| 2011 | Peace, Love & Misunderstanding                                                                  | ゾーイ                                      | N/A                                |                    |
| 2012 | レッド・ライト Red Lights                                                                       | サリー・オーウェン                          | うえだ星子                         |                    |
| 2012 | 恋するふたりの文学講座 Liberal Arts                                                             | ジビー・ホバーグ                            | 日本劇場未公開                     | （吹き替え版なし） |
| 2013 | キル・ユア・ダーリン Kill Your Darlings                                                         | イーディ・パーカー                          | 日本劇場未公開                     | 渚兎奈             |
| 2013 | 少女が大人に変わる夏 Very Good Girls                                                            | ジェリー                                    | 日本劇場未公開                     | （吹き替え版なし） |
| 2013 | テレーズ 情欲に溺れて In Secret                                                                 | テレーズ・ラカン                            | 日本劇場未公開                     | （吹き替え版なし） |
| 2013 | オールド・ボーイ Oldboy                                                                         | マリー・セバスチャン                        |                                    | 山村響             |
| 2014 | キャプテン・アメリカ/ウィンター・ソルジャー Captain America: The Winter Soldier                 | スカーレット・ウィッチ                      | カメオ出演（クレジットなし）       | （台詞なし）       |
| 2014 | GODZILLA ゴジラ Godzilla                                                                        | エル・ブロディ                              |                                    | 波瑠               |
| 2015 | アベンジャーズ/エイジ・オブ・ウルトロン Avengers: Age of Ultron                                 | ワンダ・マキシモフ / スカーレット・ウィッチ | 行成とあ                           |                    |
| 2015 | アイ・ソー・ザ・ライト I Saw the Light                                                          | オードリー・ウィリアムズ                    | 行成とあ                           |                    |
| 2016 | シビル・ウォー/キャプテン・アメリカ Captain America: Civil War                                  | ワンダ・マキシモフ / スカーレット・ウィッチ | 行成とあ                           |                    |
| 2017 | イングリッド -ネットストーカーの女- Ingrid Goes West                                            | テイラー・スローン                          | 日本劇場未公開                     | 伊藤静             |
| 2017 | ウインド・リバー Wind River                                                                     | ジェーン・バナー                            |                                    | 行成とあ           |
| 2017 | さようなら、コダクローム Kodachrome                                                             | ゾーイ・カーン                              | Netflixオリジナル映画              | 宮島依里           |
| 2018 | アベンジャーズ/インフィニティ・ウォー Avengers: Infinity War                                    | ワンダ・マキシモフ / スカーレット・ウィッチ |                                    | 行成とあ           |
| 2019 | アベンジャーズ/エンドゲーム Avengers: Endgame                                                   | ワンダ・マキシモフ / スカーレット・ウィッチ |                                    | 行成とあ           |
| 2022 | ドクター・ストレンジ/マルチバース・オブ・マッドネス Doctor Strange in the Multiverse of Madness | ワンダ・マキシモフ / スカーレット・ウィッチ |                                    | 行成とあ           |
| 2023 | 喪う His Three Daughters                                                                        | クリスティーナ                              | Netflixオリジナル映画 兼製作総指揮 | 行成とあ           |
| 2024 | The Assessment                                                                                  | ミア                                        |                                    |                    |
| TBA  | Eternity                                                                                        | ジョーン                                    | ポストプロダクション               |                    |
| TBA  | Panic Carefully                                                                                 | TBA                                         | 撮影中                             |                    |

### テレビシリーズ
| 年        | 題名                                                      | 役名                                        | 備考                                                     | 吹替               |
| --------- | --------------------------------------------------------- | ------------------------------------------- | -------------------------------------------------------- | ------------------ |
| 1995      | フルハウス Full House                                     | Girl with flowers                           | シーズン8第24話「抱きしめて家族（後編）」 クレジットなし |                    |
| 2018-2019 | Sorry for Your Loss                                       | リー・ショウ                                | 計20話出演 兼製作総指揮                                  | N/A                |
| 2021      | ワンダヴィジョン WandaVision                              | ワンダ・マキシモフ / スカーレット・ウィッチ | Disney+オリジナル作品                                    | 行成とあ           |
| 2021-2022 | マーベル・スタジオ アッセンブル Marvel Studios: Assembled | 本人                                        | ドキュメンタリー 計2話出演                               |                    |
| 2022      | サタデー・ナイト・ライブ Saturday Night Live              | 本人                                        | 「Benedict Cumberbatch/Arcade Fire」                     | （吹き替え版なし） |
| 2023      | ラブ&デス Love & Death                                    | キャンディ・モンゴメリー                    | ミニシリーズ                                             | （吹き替え版なし） |
| 2023      | ホワット・イフ...? What if…?                              | 魔術師ワンダ                                | 声の出演 シーズン2                                       | 行成とあ           |
| 2025      | Marvel Zombies                                            | ワンダ・マキシモフ / スカーレット・ウィッチ | 声の出演                                                 |                    |

## 日本語吹き替え
『アベンジャーズ/エイジ・オブ・ウルトロン』以降、主に行成とあが担当している。
このほかにも、木下紗華、うえだ星子、渚兎奈、山村響、伊藤静、宮島依里なども声を当てたことがある。